# Barra Concepción
Barra Concepción es una localidad argentina ubicada en el departamento Concepción de la Provincia de Misiones. Depende administrativamente del municipio de Concepción de la Sierra, de cuyo centro urbano dista unos 17 km. 
Se encuentra a 2 kilómetros del río Uruguay, donde se halla el paraje de Puerto Concepción.
El paisaje de pastizales donde se practica la ganadería está siendo reemplazado por forestaciones de pino.

## Vías de acceso
Su principal vía de acceso es un camino que la vincula al norte con Concepción de la Sierra.